# 圣母无玷圣心主教座堂 (伊尔库茨克)
圣母无玷圣心主教座堂 是天主教伊尔库茨克教区的主教座堂，位于俄罗斯西伯利亚地区伊尔库茨克的格里博伊多夫街11号， 该堂以管风琴音乐会而闻名。1820年，在伊尔库茨克建城初期，就建立了一个天主教堂区。大多数教友是波兰人、立陶宛人或白俄罗斯人。在1879年伊尔库茨克大火中，木结构教堂被烧毁。1886年，祝圣了新的哥特式教堂。堂区在苏联时期遭取缔，神父们也被逮捕并送往劳改营。
苏联解体后，俄罗斯新政府允许恢复宗教活动。然而，1998年，伊尔库茨克市拒绝将教堂的财产归还给当地的天主教宗教团体，而是给了他们一块土地，用于建造主教座堂，该堂于2000年9月8日建成。

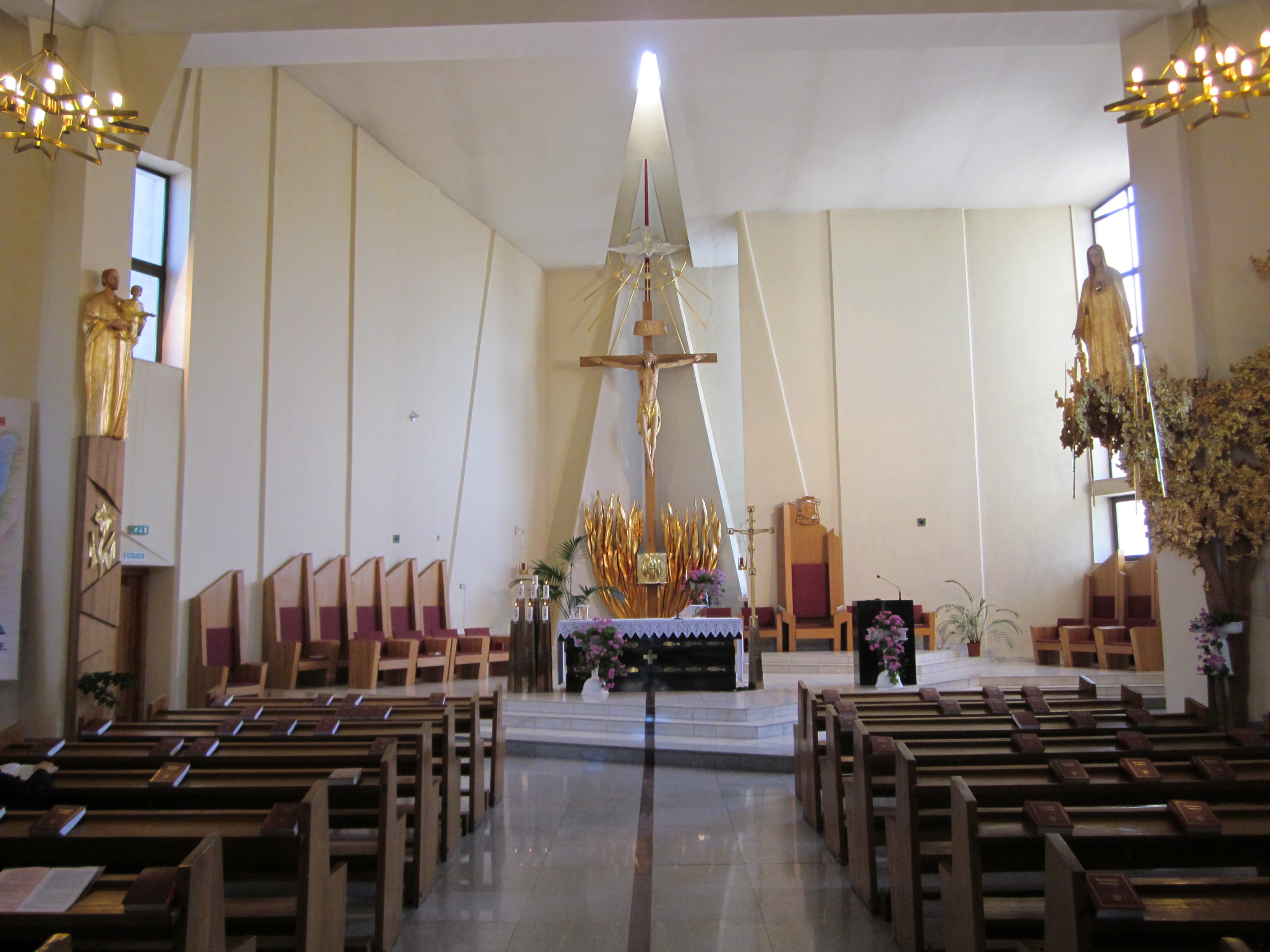